# AIA Tower
AIA Tower (友邦廣場, также известен как Newton Tower) — 44-этажный гонконгский небоскрёб, расположенный в районе Норт-Пойнт. Построен в 1999 году в стиле модернизма. Имеются 6-этажный паркинг с почти 200 парковочными местами, магазины, бассейн и фитнес-центр. Девелопером здания является компания Henderson Land Development, крупнейшими арендаторами — AIA Group, Abbott Laboratories, Cook Group, Plusone Financial Services Consulting, школа профессионального и непрерывного образования Гонконгского университета. 